# یاناگاوا هیسوکه
یاناگاوا هیسوکه (انگلیسی: Heisuke Yanagawa; ۲ اکتبر ۱۸۷۹ – ۲۲ ژانویهٔ ۱۹۴۵) فرد نظامی اهل ژاپن بود.
همچنین برندهٔ جوایزی همچون نشان خورشید فروزان، نشان بادبادک طلایی، و نشان گنجینه مقدس شده‌است.